# Президентская кампания Михаила Горбачёва (1996)
Президентская кампания Михаила Горбачёва началась формально 2 марта 1996 года после официального заявления бывшего президента СССР о намерении идти на президентские выборы. Как и ряд других кандидатов, Горбачёв позиционировал себя как представителя некой «третьей силы», выступавшей и против действовавшего президента России Бориса Ельцина, и против кандидата от КПРФ Геннадия Зюганова. Тем не менее, президентскую кампанию Горбачёва проигнорировали почти все российские СМИ, а многие избиратели не поддержали его программу, памятуя о последствиях Перестройки. На выборах он занял лишь 7-е место, набрав около 0,5 % голосов.

## Выдвижение и предвыборная программа
21 июля 1994 года в эфире программы «Час пик» Владислав Листьев одним из первых спросил бывшего президента СССР Михаила Горбачёва о возможности участия того в грядущих президентских выборах, однако Горбачёв заявил, что у него нет подобных планов. Когда Горбачёв всё же решился участвовать в выборах, против этого высказывались его супруга Раиса Максимовна и даже все ключевые работники Горбачёв-фонда, которые всячески пытались его отговорить, однако именно поддержка Раисы Максимовны стала ключевой в окончательном решении Михаила Сергеевича участвовать в выборах.
Своё окончательное решение Горбачёв принял в начале 1996 года, когда рейтинг Ельцина ещё был крайне низким, считая себя сопоставимым по «политическому весу» с Ельциным и Зюгановым. 2 марта он официально заявил о намерении идти на президентские выборы с целью «консолидации демократического лагеря» как против коммунистов, так и против сторонников Ельцина: обществу на этих выборах, по его словам, предстоял выбор «между ухудшенным сегодня и улучшенным вчера». Раиса Максимовна поддерживала мужа в течение всей предвыборной кампании. В 70 российских регионах Горбачёв собрал 1,41 млн подписей в свою поддержку (в том числе 70 тысяч в Санкт-Петербурге и 57 тысяч в Москве). 27 апреля Горбачёв был избран председателем общественно-политического движения «Гражданский форум», которое должно было поддержать его кандидатуру на выборах.
Горбачёв настаивал на том, что к власти в стране должен прийти представитель «третьей силы», не симпатизирующей ни Борису Ельцину, ни Геннадию Зюганову, поскольку народу пришлось фактически делать «ложный выбор» между ними, вне зависимости от которого страну ждали бы очень тяжёлые времена. Он позиционировал себя как социал-демократ, выступая за поддержку дальнейших социал-демократических преобразований в России, осуждая курс Ельцина на капитализм в его худшей форме и критикуя бесконтрольную приватизацию и подрыв территориальной целостности страны. Горбачёв намеревался в случае своей победы приложить усилия для повышения сельскохозяйственного и промышленного потенциала России, изменения налоговой системы, дальнейшего становления демократического общества в Российской Федерации и скорейшего прекращения войны в Чечне. Что касается внешней политики, то Горбачёв выражал серьёзную обеспокоенность дальнейшим расширением НАТО на Восток, заявив, что блок попросту пользуется ослабленным экономическим и политическим положением России.

## Митинги при отсутствии официальных лиц

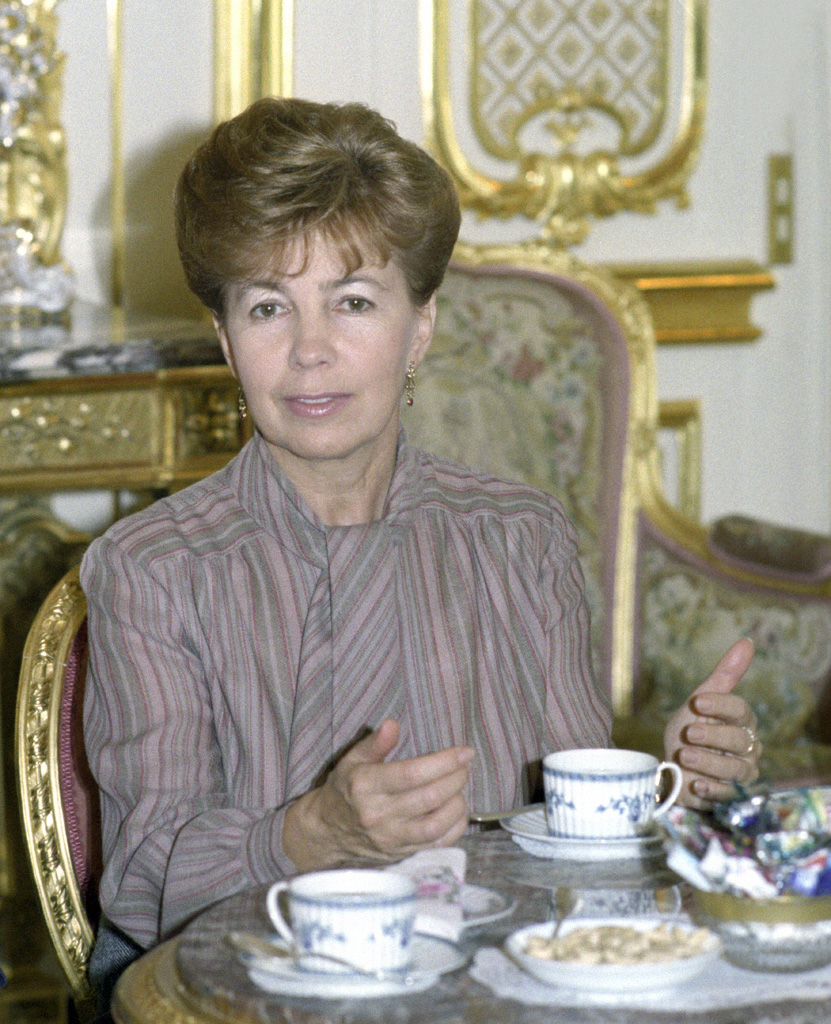
Раиса Горбачёва

Главный редактор «Новой газеты» Дмитрий Муратов отмечал, что у Горбачёва было вполне достаточно сил и энергии для предвыборной кампании, а участие в кампании давало ему возможность выступать, встречаться с людьми и говорить то, что он не мог сказать публично. Всего за время своей предвыборной кампании Горбачёв посетил 22 региона России в сопровождении своей супруги — он выступал в Санкт-Петербурге, Нижнем Новгороде, Иркутске, Самаре, Екатеринбурге, Уфе и других городах, выступая около двух-трёх часов за вечер и говоря о ценностях свободы и демократии, которые Россия готова принять. Однако, по заявлению Горбачёва, на большинстве его встречи с избирателями отказались появляться губернаторы областей и мэры городов, которым Борис Ельцин якобы дал указание демонстративно игнорировать приезд кандидата, а СМИ всячески игнорировали его предвыборную кампанию — одной из возможных причин было явное нежелание Горбачёва выступать хоть где-нибудь в поддержку Ельцина (впрочем, от участия в официальных теледебатах, организованных агентством «Интерфакс» и назначенных на 13 июня, Горбачёв сам отказался).
Нередко администрация того или иного региона или города делала всё, чтобы не допустить всех желающих на встречу: так, во Владимире Горбачёву предоставили откровенно плохое помещение для выступления, куда не могли вместиться и одна десятая потенциальных участников встречи, и он вынужден был выступать в своём автомобиле, общаясь с горожанами через громкоговоритель; в Санкт-Петербурге мэр Анатолий Собчак отказался предоставлять актовый зал, сославшись на ремонт, и в итоге студенты слушали речь на лестничных клетках этажей; в Новосибирске в актовом зале университета с большим трудом вместились все желающие. Один из случаев демонстративного игнорирования имел место 23 мая, когда Горбачёв посещал Самару: губернатор Самарской области Константин Титов заблаговременно покинул город, а вице-губернатор Владимир Мокрый вовсе отказался от встречи. В аэропорту кандидата встретил представитель мэра Олега Сысуева, который всё-таки позже принял Горбачёва лично в мэрии. В тот вечер Михаил Сергеевич и Раиса Максимовна дали интервью Виталию Добрусину в рамках программы «Студия Два» на региональном телеканале РИО, обсудив события перестройки и распада СССР, а также текущую ситуацию в стране.

## Стычки с провокаторами
Представители КПРФ и некоторых других партий нередко выкрикивали в адрес Горбачёва на митингах оскорбления, обвиняя его в падении уровня жизни, разрушительных последствиях перехода на рыночную экономику, утрате внешнеполитического влияния страны и других серьёзных потрясениях, вызванных распадом СССР. Так, поездка в Волгоград, по словам Горбачёва, была ознаменована выступлением духового оркестра и поддержкой со стороны зрителей, однако по центральным каналам лишь показали истерику со стороны присутствовавших на встрече членов КПРФ, якобы заранее срежиссированную. В Ивангороде на встрече в кинотеатре, рассчитанном на 900 мест, в адрес Горбачёва раздавались оскорбительные выкрики и лозунги, в ответ на которые Горбачёв выкрикнул «Вы что, хотите распять меня?! Ну, распинайте!», и оскорбления тотчас же прекратились. Как оказалось, провокацию в Ивангороде подстроили бывшие партийные работники, требовавшие от Михаила Сергеевича поддержать Зюганова, однако он отказался наотрез, заявив, что кандидат от КПРФ в 1991 году требовал от членов Верховного Совета РСФСР поддержать Беловежские соглашения. Наконец, в Иркутском университете он в ответ на претензии «доцента кафедры марксизма-ленинизма», обвинявшего Горбачёва в смене идеологических установок, сам пристыдил его тем, что даже Ленин со временем пересмотрел свои политические взгляды.
Согласно Горбачёву и американскому журналисту Уильяму Таубману, в Омске произошёл один из самых громких предвыборных скандалов с участием Горбачёва. Перед приездом Михаила Сергеевича из города уехали губернатор Омской области Леонид Полежаев и его заместитель, также на встрече отсутствовал начальник Омского УВД. В разгар выступления Горбачёва один из присутствовавших — бывший военнослужащий ВДВ — набросился на Горбачёва и ударил его по шее и в плечо, и от увечья Горбачёва спас только вмешавшийся охранник, а возмущённый случившимся Горбачёв воскликнул «Так вот как в Россию приходит фашизм!» и решил демонстративно уйти из зала. Тем не менее, встречу он всё-таки не отменил. Михаил Горбачёв утверждал, что к инциденту в Омске были причастны провокаторы из ЛДПР, ссылаясь на выступление представителя Омской организации ЛДПР на 50-летии Владимира Жириновского, однако добиться возбуждения уголовного дела не смог. В 2015 году Владимир Жириновский подал в суд на Горбачёва, обвинив того в клевете по поводу омских событий, и выиграл дело, получив 6300 рублей в качестве моральной компенсации.
Ещё один инцидент произошёл 9 мая в Волгограде, куда с визитом прибыл и Борис Ельцин. На Мамаевом кургане перед визитом туда Ельцина между охраной Горбачёва и сторонниками Виктора Анпилова разразилась потасовка: последние пытались не дать Горбачёву возложить цветы на Мамаевом кургане, выкрикивая оскорбления в адрес Горбачёва. По словам губернатора Ставропольского края Петра Марченко, наиболее неприязненное отношение к Горбачёву было именно среди избирателей Ставропольского края.

## Доверенные лица и сторонники
В случае победы Горбачёв намеревался сформировать правительство, которое представляло бы собой «широкую коалицию» или «Центристский блок», куда вошли бы ещё три участника выборов — Святослав Фёдоров, Александр Лебедь и Григорий Явлинский, однако он исключал любые контакты с Зюгановым. Для завоевания поддержки среди молодёжи Горбачёв сотрудничал с музыкантом DJ Грув, который записал песню «Счастье есть», используя нарезки выступлений Михаила и Раисы Горбачёвых. По словам Михаила Сергеевича, поддержку ему на выборах оказали такие личности, как будущий президент России Владимир Путин, писатели Мария Розанова и Андрей Синявский и музыкант Гарик Сукачёв. Тем не менее, эксперты предсказывали набор Горбачёвым менее 1 % голосов на выборах, а в случае своего поражения в первом туре Горбачёв намеревался убедить избирателей не голосовать ни за Ельцина, ни за Зюганова во втором туре.

## Первый тур выборов
В первом туре выборов приняли участие более 75,7 миллионов человек, что составило 69,81 % от числа избирателей. Горбачёв не прошёл во второй тур: первое место занял действовавший глава государства Борис Ельцин, получивший 26,6 миллионов голосов (35,28 %), а второе место — кандидат от коммунистов Геннадий Зюганов, получивший 24,2 миллиона голосов (32,03 %). Михаил Горбачёв занял 7-е место, получив около 386 тысяч голосов (0,51 %).
| Место                | Кандидаты                       | Голоса     | %      |
| -------------------- | ------------------------------- | ---------- | ------ |
| 1.                   | Ельцин, Борис Николаевич        | 26 665 495 | 35,28  |
| 2.                   | Зюганов, Геннадий Андреевич     | 24 211 686 | 32,03  |
| 3.                   | Лебедь, Александр Иванович      | 10 974 736 | 14,52  |
| 4.                   | Явлинский, Григорий Алексеевич  | 5 550 752  | 7,34   |
| 5.                   | Жириновский, Владимир Вольфович | 4 311 479  | 5,70   |
| 6.                   | Фёдоров, Святослав Николаевич   | 699 158    | 0,92   |
| 7.                   | Горбачёв, Михаил Сергеевич      | 386 069    | 0,51   |
| 8.                   | Шаккум, Мартин Люцианович       | 277 068    | 0,37   |
| 9.                   | Власов, Юрий Петрович           | 151 282    | 0,20   |
| 10.                  | Брынцалов, Владимир Алексеевич  | 123 065    | 0,16   |
| 11.                  | Тулеев, Аман Гумирович          | 308        | 0      |
| Против всех          | Против всех                     | 1 163 921  | 1,54   |
| Недействительны      | Недействительны                 | 1 072 120  | 1,43   |
| Всего (явка 69,81 %) | Всего (явка 69,81 %)            | 75 587 139 | 100,00 |

По словам Владимира Милова, избиратели «сохраняли практическую, не отретушированную ностальгической перестроечной романтикой память о временах правления Горбачева», поэтому не дали ему ни единого шанса на выборах, предпочтя более решительных политиков наподобие Ельцина, Зюганова и Лебедя. Горбачёв заявил, что в случае своего поражения будет призывать избирателей во втором туре голосовать против всех. В 2017 году в своей англоязычной книге «Новая Россия» (англ. The New Russia) он заявил, что его результат был специально занижен командой Ельцина, но основной причиной поражения Горбачёв назвал свою неспособность объединить демократические движения против Ельцина.